# Ange de Champgobert
Ange Étienne dit Saint-Ange ou Ange Leclerc de Champgobert, appelé par simplification Ange de Champgobert, né à Sens (Yonne) le 22 mars 1822, mort à Poitiers (Vienne) le 7 décembre 1875, est un journaliste, traducteur et homme religieux français.

## Biographie
Il naquit dans une ancienne famille bourgeoise de Saint-Florentin (Yonne) qui, sous l’Ancien régime, avait rempli avec honneur les emplois administratifs. Son grand-père maternel était Claude Thomas Guerrapain (1754-1821), homme politique et agronome de renom. Ses parents étaient Nicolas Étienne Leclerc de Champgobert (1790-1863), contrôleur des contributions à Sens et maire de Nailly, et Rosine Guerrapain (1801-1863).
Élève brillant au collège de Sens (Yonne), les progrès de son intelligence s'observèrent ensuite au collège Louis-le-Grand à Paris où il était externe puis à l’Université de Droit de la capitale, côtoyant la bohême, s’ébattant dans la basoche parisienne, il devint un étudiant "à tous crins", portant la barbe entière. Ayant pris ses grades, il se fit inscrire au barreau de Paris. Il fut ensuite attaché, avec le fils du ministre des Finances Jean Lacave-Laplagne, à une mission scientifique en Italie et à Constantinople. Il en rapporta un goût éclairé des arts, un talent de dessinateur et une expérience qui lui permettait de réfuter les calomnies répandues contre la ville des Papes.
Champgobert se trouvait en Sicile lorsqu’éclata la Révolution de février 1848. Il arriva à Paris, courut à un club où ses amis le poussèrent à la tribune. Il parla longuement, on l’applaudit… Il combattit les insurgés de juin dans les rangs de la Garde nationale.

## Avocat puis journaliste
Désormais avocat au barreau de Sens, Champgobert, menait de bon train les affaires publiques. Les comités démocratiques firent publier ses articles dans plusieurs organes républicains dont La Tribune du Chili, dont il était le correspondant pour la France, et La liberté de penser, journal dirigé par Domingo Faustino Sarmiento avec qui il s’était lié d’amitié lors d’un voyage en Italie. Sarmiento avait trouvé en lui un homme capable de diffuser ses idées en France. C’est ainsi qu’il devint rédacteur en chef d’un journal de propagande du Centre, La Constitution de l’Allier. En février 1851, il fut condamné par la Cour d’assises de Moulins à trois mois de prison, 1 000 francs d’amende et aux frais, pour avoir inséré dans le numéro du 6 janvier de son journal un article intitulé « Anarchie », contenant excitation à la désobéissance aux lois. C’est là que le coup d’État du 2 décembre 1851 vint l’empoigner dans l'imprimerie du journal et le jeta dans une prison de Moulins. Son arrestation a été racontée dans un livre de Victor Schoelcher intitulé Le crime de décembre en province.
Interné à Courtenay, il fut déplacé au fort d’Ivry. C’est à ce moment-là qu’il choisit de se mettre à la tête d’un ménage, alors qu’il était en prison, en épousant Julie Jouan (1820-1854) avec qui il eut un fils. Condamné à la déportation en Algérie, Ange de Champgobert fut envoyé le 17 mars 1852, avec 300 autres individus, au Havre puis à la colonie pénitentiaire de Lembèse. Il fut ensuite expédié dans l’entrepont d’une frégate pour l’Amérique du Sud. Champgobert fut gravement malade. Convalescent, on l’expédia à Bruges, en Belgique, avec défense de mettre le pied sur le sol français. Il se fit alors traducteur, notamment des livres de Domingo Faustino Sarmiento. Il s'installa ensuite à Jersey lorsque mourut sa jeune femme. Cependant, le 7 mai 1853, le gouvernement impérial le gracia et il revint en France.

## Ordonné prêtre
Champgobert devint intérimaire dans la Compagnie des chemins de fer d’Orléans. Il fut envoyé à Bordeaux. Touché par le choléra, il consentit à recevoir un prêtre. Échappé à la mort comme par miracle, une lente convalescence lui permit de prolonger ses entretiens et ses lectures sur la religion. Il devint tellement chrétien qu’afin de réparer son passé, il voulut devenir prêtre. La transformation était grande. Le chemin à parcourir long et difficile. Il entra au séminaire de Bordeaux en 1855. Il brûla ce qu’il avait adoré et il adora ce qu’il avait brûlé. Il fut ordonné prêtre en 1858 à Bordeaux. Il fut professeur à Blaye, vicaire à Saint-Loubès et à Saint-Pierre. Il célébra la messe d'inauguration de la chapelle restaurée du phare de Cordouan en 1863. Il fut ensuite curé d’Arsac.
En 1866, le délabrement de sa santé l’ayant obligé de se retirer dans sa famille à Sens, il devint curé de Courtois-sur-Yonne. Parallèlement, il s’employa avec zèle à l’œuvre du sanctuaire de Sainte-Colombe et en tant qu’aumônier puis directeur adjoint de l’Orphelinat départemental de l’Yonne, à Sens. Il fut reçu membre correspondant de la Société archéologique de Sens en 1867 et prononça un discours. En 1868, il fit partie d’un groupe de pèlerins pour la Terre-Sainte. En 1868, il rejoint le noviciat de l’Oratoire à Tours puis à Paris. Le siège de Paris en 1870 lui fournit l’occasion de témoigner son dévouement à ceux de ses confrères qui partagèrent avec lui les privations de cette pénible époque. Il revint un temps en Gironde et devint curé de Cursan. Il avait péniblement traversé l’hiver 1874-1875 et le début de l'année 1875. L’automne le trouvait à Paris bien lassé et déjà frissonnant comme il eût ressenti les premières atteintes de l’hiver. En décembre 1875, il quitta l'hospitalité de ses amis bordelais pour retourner à Tours, malgré la demande de ses hôtes qui essayèrent en vain de le retenir en raison de l’âpre température qui sévissait. Atteint à Poitiers d’hémiplégie, il fut transporté mourant à l’Hôtel-Dieu.
Il est mort le 7 décembre 1875 à Poitiers à l'âge de 53 ans.

## Publications
- Argyropolis ou la capitale des États confédérés du Rio de la Plata, de Domingo Faustino Sarmiento, Garnier frères éditeurs, 1851 (traduction)
- La Démocratie triomphante, Londres, 1852
- L'Utilité de l'archéologie (discours prononcé le 6 janvier 1867), dans le Bulletin de la Société archéologique de Sens, 1872, p. 71-88.